# Less than container load
Less than container load (LCL) bzw. Containerteilladung ist eine Bezeichnung für Warensendungen in Containern, die den Container nicht komplett ausfüllen (Stückgut) und Platz für in gewissen Mengen erlaubte Zuladung lassen. Meist werden in einem Sammelcontainer mehrere dieser LCL-Ladungen verschiedener Versender in Container Freight Stations konsolidiert und für jede LCL ein Seefrachtbrief (bei Seeverkehr) oder ein (CMR-)Frachtbrief oder Ladeschein in der Binnenschifffahrt ausgestellt. 
Im Zielgebiet werden die LCL-Container gegebenenfalls wieder dekonsolidiert.
Auch im Güterverkehr bei Paketdiensten gibt es diese Versendungsform, wobei einzelne Rollcontainer bzw. Euro-Paletten mehrerer Empfänger gebündelt und nacheinander in vorher festgelegter Reihenfolge (Linienverkehr) oder individuell ausgeliefert werden. 
Das Gegenstück von LCL ist FCL (Full Container Load), mit dem sie durchaus nach der ersten Transportstrecke ab einem Erfüllungsgehilfen des Transportvertrages kombiniert werden können.